# درآمد (نمایشنامه)
درآمد (انگلیسی: Protasis)، در درام یونانی به بخش افتتاحیه نمایش گفته می‌شود.

## بخش افتتاحیه
بخش افتتاحیه نمایش شامل معرفی شخصیت‌ها و توصیف موقعیت است.

## قوس دراماتیک
این اصطلاح در دستور زبان رومی قرن چهارم توسط، Aelius Donatus مطرح شد. در تعریف او نمایشنامه از سه قسمت مجزا تشکیل شده‌است که دو قسمت دیگر epitasis و catastrophe است. در نظریه دراماتیک مدرن، اصطلاح قوس دراماتیک اساساً به همین معنا است، هرچند با تقسیم‌بندی‌های کمی متفاوت.